# CKM Włókniarz Częstochowa
Le CKM Włókniarz Częstochowa est un club de speedway situé à Częstochowa dans la Voïvodie de Silésie, en Pologne. Il évolue en Speedway Ekstraliga.